# مايكل باباجون
مايكل باباجون (بالإنجليزية: Michael Papajohn) هو لاعب كرة قاعدة وممثل أمريكي، ولد في 7 نوفمبر 1964 في الولايات المتحدة.

## أعمال

### أفلام
- (1996) ماحي[6]
- (2000) ملائكة تشارلي[7]
- (2002) سبايدرمان
- (2002) هوت شيك
- (2003)  نهوض الآلات[8][9][10]
- (2003) هولك[11][12][13]
- (2005) أطول يارد[14]
- (2005) دومينو[15]
- (2007) أنا أعرف من قتلني[16]
- (2007) سبايدرمان 3[17][18][19]
- (2007) موت قاسي 4[20][21][22]
- (2008) سوبر هيرو موف[23]
- (2009)  ثأر الهاوي[24][25][26][27][28]
- (2009)  الخلاص[29][30][31]
- (2009) جي-فورس[24][32]
- (2010) جونا هيكس
- (2012) الرجل العنكبوت المذهل[33][34][35][36]
- (2012) ميراث بورن[37][38]
- (2012) نهوض فارس الظلام[39][40][41][42]
- (2012) هذا معناه حرب[43][44]
- (2013) جبهة داخلية[45]
- (2013) خطة هروب[46]
- (2014) المتسلل ليلا[47][48][49]
- (2014) بزوغ كوكب القردة[50]
- (2015) أميريكان أولترا[51][52]
- (2015) العالم الجوراسي[53][54][55]
- (2015) وايلد كارد[56][52]
- (2016)  لا عودة مطلقا[57]
- (2018)  المملكة الساقطة

### مسلسلات
- ميامي
- كاسل

## وصلات خارجية
- مايكل باباجون على موقع IMDb (الإنجليزية)
- مايكل باباجون على موقع ألو سيني (الفرنسية)
- مايكل باباجون على موقع أول موفي (الإنجليزية)
- مايكل باباجون على موقع قاعدة بيانات الأفلام السويدية (السويدية)
- مايكل باباجون على موقع قاعدة بيانات الفيلم (الإنجليزية)
- مايكل باباجون على موقع كينوبويسك (الروسية)